# Fatty's Day Off
Fatty's Day Off er en amerikansk stumfilm fra 1913 af Wilfred Lucas.

## Medvirkende
- Roscoe 'Fatty' Arbuckle
- Charles Avery
- Minta Durfee